# 에쎄
에쎄(ESSE)는 KT&G에서 생산하는 담배의 상품명이다. 1996년에 처음 출시하였으며, 현재 열한 종류의 담배를 대한민국에 팔고 있고, 일곱 종류를 해외에 팔고 있다. 